# Opéra américain
L'opéra américain est une expression qui comprend les opéras écrits par des compositeurs des États-Unis d'Amérique ainsi que la pratique de l'opéra dans le pays. La représentation d'ouvrages commence dès le début du xixe siècle mais il faut attendre le début du siècle suivant pour voir apparaître les premiers ouvrages américains. Par la suite, l'opéra américain forge ses armes et trouve son style entre les années 1930 et 1950 puis prend toute son ampleur à la suite de la Seconde Guerre mondiale.

## Genèse

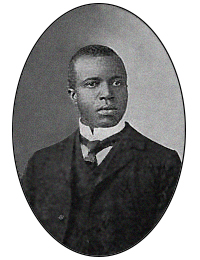
Scott Joplin en 1907.

La tradition de l'opéra aux États-Unis est relativement récente par rapport à celle de ses homologues apparue au tout début du xviie siècle en Italie dans les pays européens, qui en est justement issue. Avant de parler d'opéra américain, des représentations d'ouvrages étrangers ont lieu : bien que la première occurrence de la représentation d'un ouvrage dans les colonies américaines soit avec le ballad opera Flora en 1735 à Charleston, l'opéra aux États-Unis proprement dit trouve quant à lui le jour à la toute fin xviiie siècle, avec la première représentation d'un ouvrage dans le tout jeune pays en Louisiane au Théâtre de la Rue Saint-Pierre du Vieux carré français de la Nouvelle Orléans le 22 mai 1796 : Silvain, un opéra-comique du compositeur français André Grétry et du librettiste Jean-François Marmontel, créé en 1770 à l'Opéra Comique de Paris,,. Les monteurs de spectacle aux États-Unis reprennent régulièrement telles quelles les productions crées en Europe. La Nouvelle Orléans devient alors le centre névralgique de l'opéra dans le pays au cours du xixe siècle, montant des productions presque chaque année, créant les premières américaines de bon nombre d'opéras de compositeurs français et italiens : François-Adrien Boieldieu, Giuseppe Verdi, Gioachino Rossini ou encore Étienne Nicolas Méhul. De nombreux ouvrages sont créés sur place et les artistes lyriques et musiciens explorant les genres du ballad opera anglais et de l'opéra-comique, ainsi que la technique de chant italienne du bel canto.
L'un des tout premiers ouvrages pleinement américains, aujourd'hui considéré comme la première occurrence du genre, est Treemonisha de l'Afro-américain Scott Joplin, écrit au début des années 1910 mais créé plusieurs décennies plus tard, en 1972, et encore représenté de nos jours.

## Historique

### xixesiècle
Le xixe siècle connaît surtout la création d'ouvrages européens importés pour les salles d'opéra des États-Unis, en particulier à La Nouvelle-Orléans, berceau des représentations. En 1826, la première américaine de Don Giovanni est montée par Manuel Garcia avec le librettiste italien Lorenzo da Ponte, alors immigré aux États-Unis depuis 1805,. L'Académie de musique de New York voit le jour en 1854 et incarne un renouveau sur la scène lyrique pendant quelque décennies et y sont joués plusieurs ouvrages de Giuseppe Verdi ou de Charles Gounod. Le Metropolitan Opera de New York, créé en 1883 et dont la première représentation met en scène le 22 octobre Faust de Charles Gounod, va progressivement dominer le milieu lyrique national durant le siècle suivant.

### xxesiècle

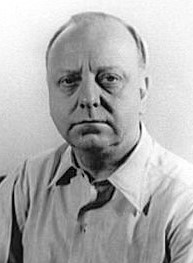
Virgil Thomson en 1947.

Le xxe siècle voit se diffuser l'opéra à travers tout le pays, avec des ouvertures de salles spécialisées dans la plupart des grandes villes, accueillant les ouvrages classique et modernes en provenance d'Europe. Ce début de siècle est également le témoin de l'apparition d'un genre américain de l'opéra, avec des ouvrages écrits sur le sol national par des compositeurs nés aux États-Unis. Virgil Thomson, avec Four Saints in Three Acts (en) en 1928 sur un livret de Gertrude Stein, tente de dissocier l'opéra américain avec les traditions européennes, proposant ainsi un genre musical national inédit. Les références y sont surtout religieuses et témoin de l'approche de la vie du sud des États-Unis. Malgré cela, le langage musical et les livrets de ces opéras sont en partie encore influencés par la culture européenne mais sont rapidement adaptés aux références culturelles et artistiques nationales, à l'instar des comédies musicales. Les premiers ouvrages d'envergure écrits sont notamment Porgy and Bess de George Gershwin, créé en 1935 à Boston, ou Transatlantic de George Antheil, représenté pour la première fois en 1930 en Allemagne. Des ouvrages vont forger le genre tels que Street Scene de Kurt Weill en 1946 ou encore Candide, opérette de Leonard Bernstein de 1956.

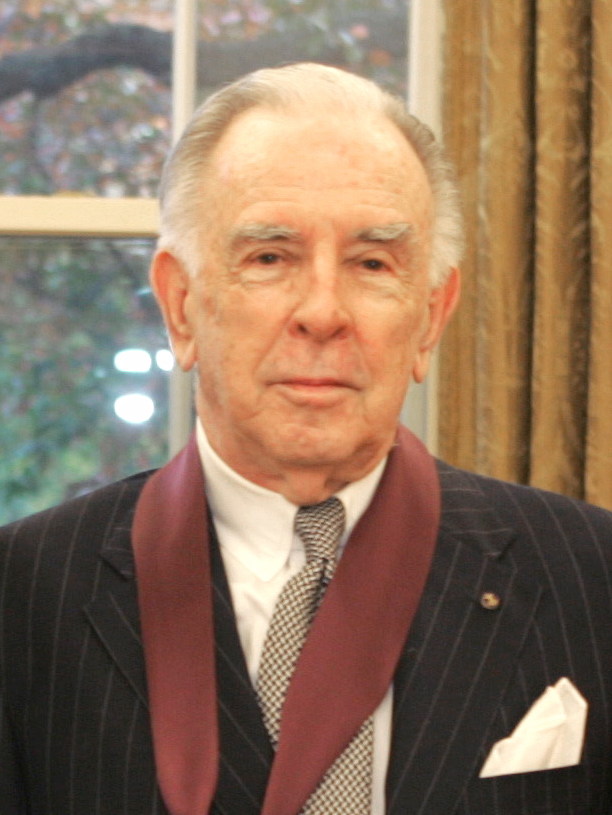
Carlisle Floyd en 2004.

Par la suite, les compositeurs américains vont « moderniser » les mythes européens et les rapporter à leur nation : c'est le cas notamment de Susannah (en) de Carlisle Floyd, créé en 1955 en Floride, dont l'histoire est transposée à l'époque contemporain de l'écriture, et qui devient un des opéras les plus joués par les compagnies locales de la scène lyrique américaine. Après huit cent représentations dans tous le pays, l'opéra est finalement monté en 1999 au Metropolitan Opera de New York. Les ouvrages de ce compositeur ont marqué l'histoire de l'opéra américain, en particulier son utilisation des thèmes de la musique typique du sud des États-Unis : les chansons folkloriques ou encore les chants religieux de réunion de réveil. Philip Glass, chef de file de la musique minimaliste, est également un des compositeurs majeurs de l'opéra américain, qui fait de lui le compositeur d'opéra vivant le plus joué du début des années 2020. Ses nombreux opéras sont régulièrement inspirés a contrario par les figures historiques tels qu'Einstein on the Beach de 1976 ou encore Akhnaten créé en 1984.

### xxiesiècle

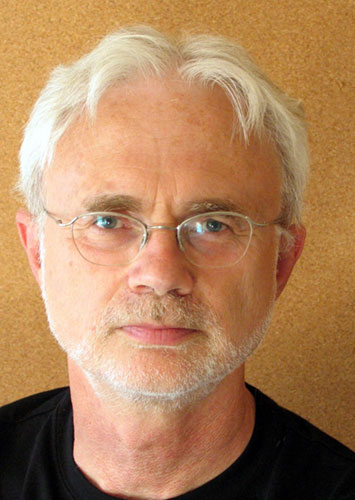
John Adams

De manière général et plus particulièrement à partir du début du xxie siècle, l'opéra américain se concentre sur des moments de l'histoire contemporaine, comme un ouvrage traitant de l'homme sur la Lune avec Man on the Moon (en) de Jonathan Dove créé en 2006. Certains compositeurs et librettistes choisissent également de parler de personnalités contemporaines tels que Charlie Parker's Yardbird (en) sur le jazzman de Daniel Schnyder (en) créé en 2015 ou The (R)evolution of Steve Jobs (en) de Mason Bates en 2017. Les faits divers et actualités sont eux-aussi prétextes à composer des ouvrages, tels que The Central Park Five (en) d'Anthony Davis inspiré par l'affaire de la joggeuse de Central Park de 1989, de même que les personnalités politiques dans des opéras tels que Nixon in China, le premier ouvrage de John Adams en 1987, qui devient l'un des opéras majeurs du répertoire lyrique américain contemporain.
Ces différentes approches démontre la vitalité de l'opéra américain dans le paysage international mais est également reflet d'une certaine uniformisation des sujets et des styles. Le langage musical se caractérise par le retour d'un chant clair, musicalement néo-tonal et mélodique, écartant les recherches musicales du siècle précédent au profit d'un style efficace.
À l'instar de l'Europe et de la littérature européenne, les opéras américains connaissent une phase où de très nombreux livrets sont inspirés par les grands mythes et la littérature américaine,. Carlisle Floyd adapte par exemple Des souris et des hommes de John Steinbeck en 1970, Of Mice and Men (en) et Ricky Ian Gordon (en) adapte lui Les Raisins de la colère du même auteur en 2007 avec The Grapes of Wrath (en).